# Nationaal Stadion (Warschau)

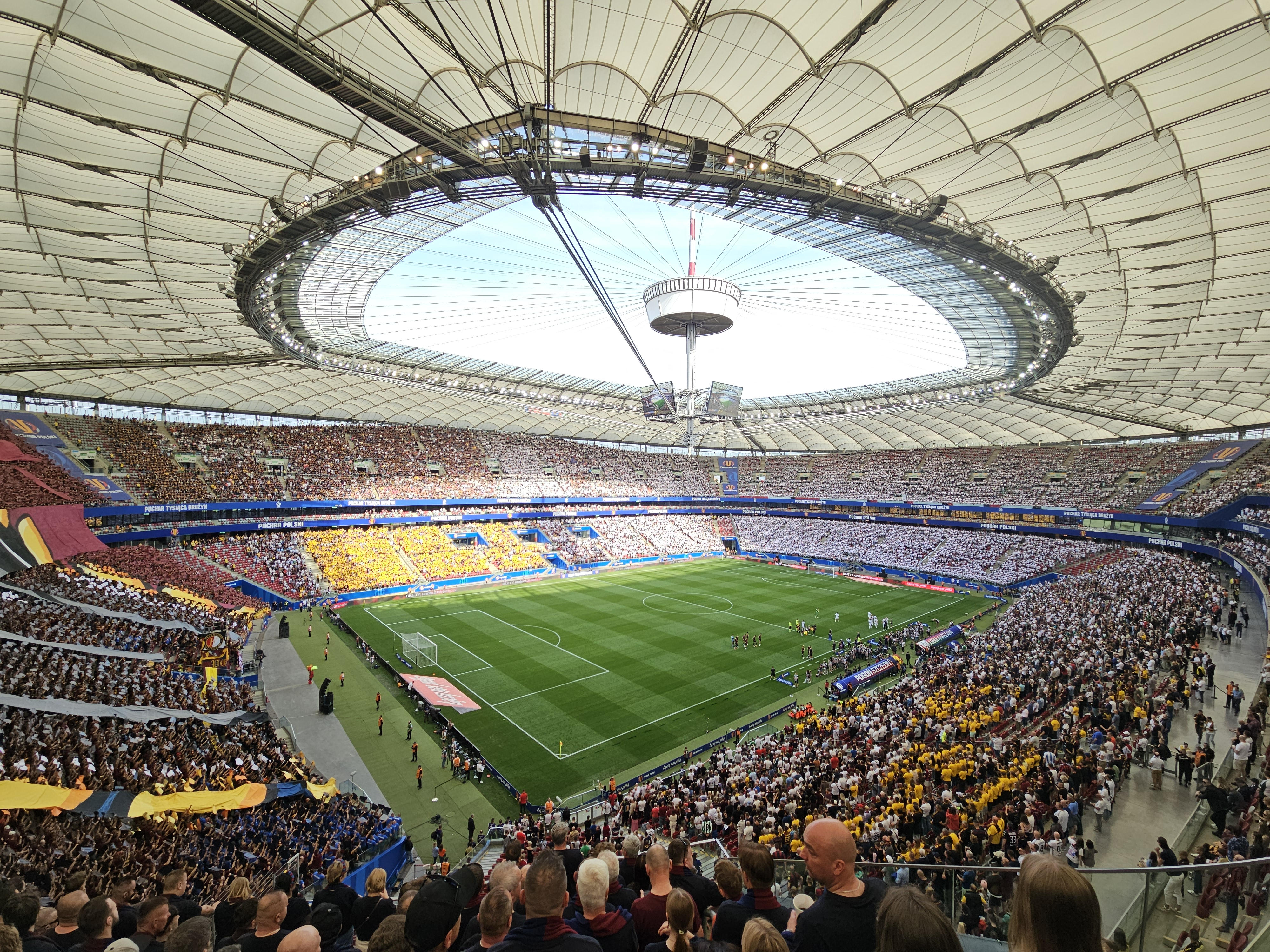
Stadion Narodowy gevuld tijdens de finale van de Puchar Polski in 2025.

Het Nationaal Stadion (Pools: Stadion Narodowy) is een stadion in Warschau, Polen. Het staat op de plek van het inmiddels afgebroken Decenniumstadion.
Het stadion, gebouwd op de oever van de Wisla-rivier, heeft een capaciteit van 58.580 zitplaatsen. De bouw van het stadion startte in 2008 en was eind 2011 gereed. Het stadion werd gebruikt voor een vijftal wedstrijden van het Europees kampioenschap voetbal 2012 dat georganiseerd werd door Polen en Oekraïne. Ook vond de finale van de UEFA Europa League 2014/15 hier plaats.
Na een maandenlange vertraging werd het stadion op 21 februari 2012 door de autoriteiten vrijgegeven. Door constructiefouten liep de bouw forse vertraging op. Op 29 januari werd het complex al opgeleverd en officieel in gebruik genomen, maar toen ontstonden er problemen rond het communicatiesysteem. Het eerste duel in het nieuwe complex werd gespeeld op woensdag 29 februari 2012, toen Polen en Portugal elkaar troffen voor een vriendschappelijke wedstrijd die eindigde in een 0-0 gelijkspel.

## EK voetbal 2012
| Datum        | Tijd (MEZT / OEZT) | Team 1      | Res. | Team 2      | Ronde        | Toeschouwers |
| ------------ | ------------------ | ----------- | ---- | ----------- | ------------ | ------------ |
| 8 juni 2012  | 18.00 / 19.00      | Polen       | 1-1  | Griekenland | Groep A      | 56.070       |
| 12 juni 2012 | 20.45 / 21.45      | Polen       | 1-1  | Rusland     | Groep A      | 55.920       |
| 16 juni 2012 | 20.45 / 21.45      | Griekenland | 1-0  | Rusland     | Groep A      | 55.614       |
| 21 juni 2012 | 20.45 / 21.45      | Tsjechië    | 0-1  | Portugal    | Kwartfinale  | 55.590       |
| 28 juni 2012 | 20.45 / 21.45      | Duitsland   | 1-2  | Italië      | Halve finale | 55.540       |